# Palazzo dei Priori (Città di Castello)
Pour les articles homonymes, voir Palazzo dei Priori.

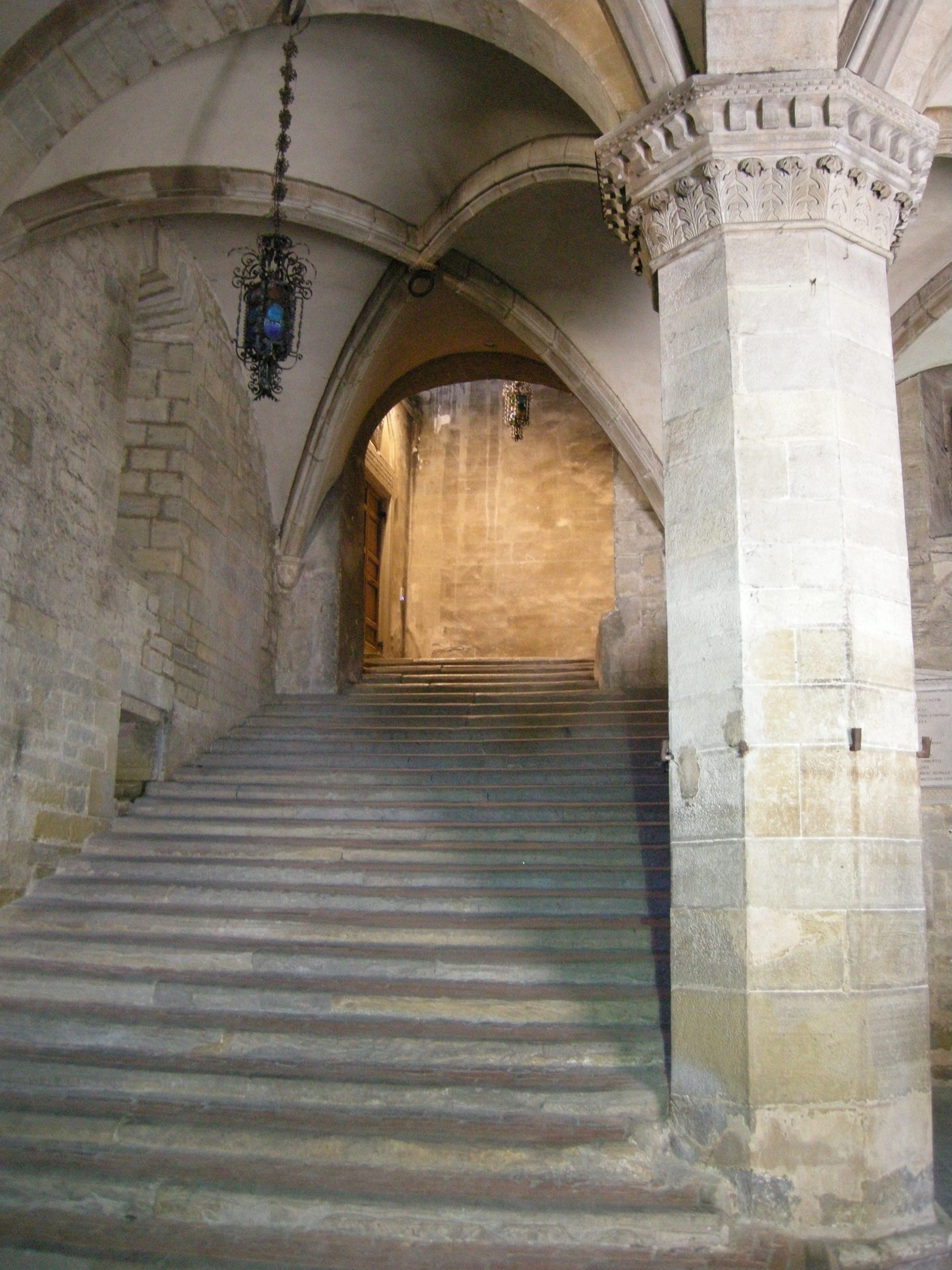
Voûte, piliers polygonaux et escalier monumental

Le Palazzo dei Priori ou Palazzo comunale di Città di Castello  est un palais de Città di Castello dans la province de Pérouse en Ombrie (Italie), dont la construction remonte à la première moitié du XIVe siècle.

## Historique
Le Palazzo comunale di Città di Castello, qui donne sur la  Piazza Gabriotti est un édifice en pietra serena attribué à Angelo da Orvieto qui l'aurait construit entre 1322 et 1338.
Le nom d'Angelo da Orvieto (« architector urbe de veteris Angelus ») est inscrit sur l'architrave de l'entrée avec ceux Baldo di Marco et Meo di Gano.

## Description
L'édifice est en style gothique, avec un grand portail et des fenêtres géminées.
Le bâtiment qui devait compter un étage en plus est resté inachevé pour des raisons mal connues : bouleversements politiques, manque de financement, zone sensible du point de vue sismique.
L'intérieur comporte une grande voûte maintenue par de grands piliers polygonaux. Un grand escalier monumental mène aux étages qui conservent les archives et la Sala Maggiore où l'on peut voir des inscriptions romaines sur les murs.
Le palais est le siège du Comune de Città di Castello (le « Municipio » équivalent de la mairie en France, où siège le conseil municipal).

## Sources
- Voir liens externes